# Poseidonkatastrofen
Poseidonkatastrofen (The Poseidon Adventure) är en roman från 1969 av Paul Gallico. Boken handlar om fartyget S.S Poseidon. Vid tolvslaget på nyårsnatten får kaptenen in på radar att det har varit jordbävning under havet, vilket kaptenen slår larm om. Men det är för sent, kaptenen får syn på en monstervåg som är på väg mot fartyget och fartyget kantrar av vågen. Fartyget slår runt och flyter upp och ner. Deras kamp är att klara sig och överleva innan fartyget går under.
Boken har filmats flera gånger, som SOS Poseidon (1972), The Poseidon Adventure (2005) och Poseidon (2006).